# Mölnlycke

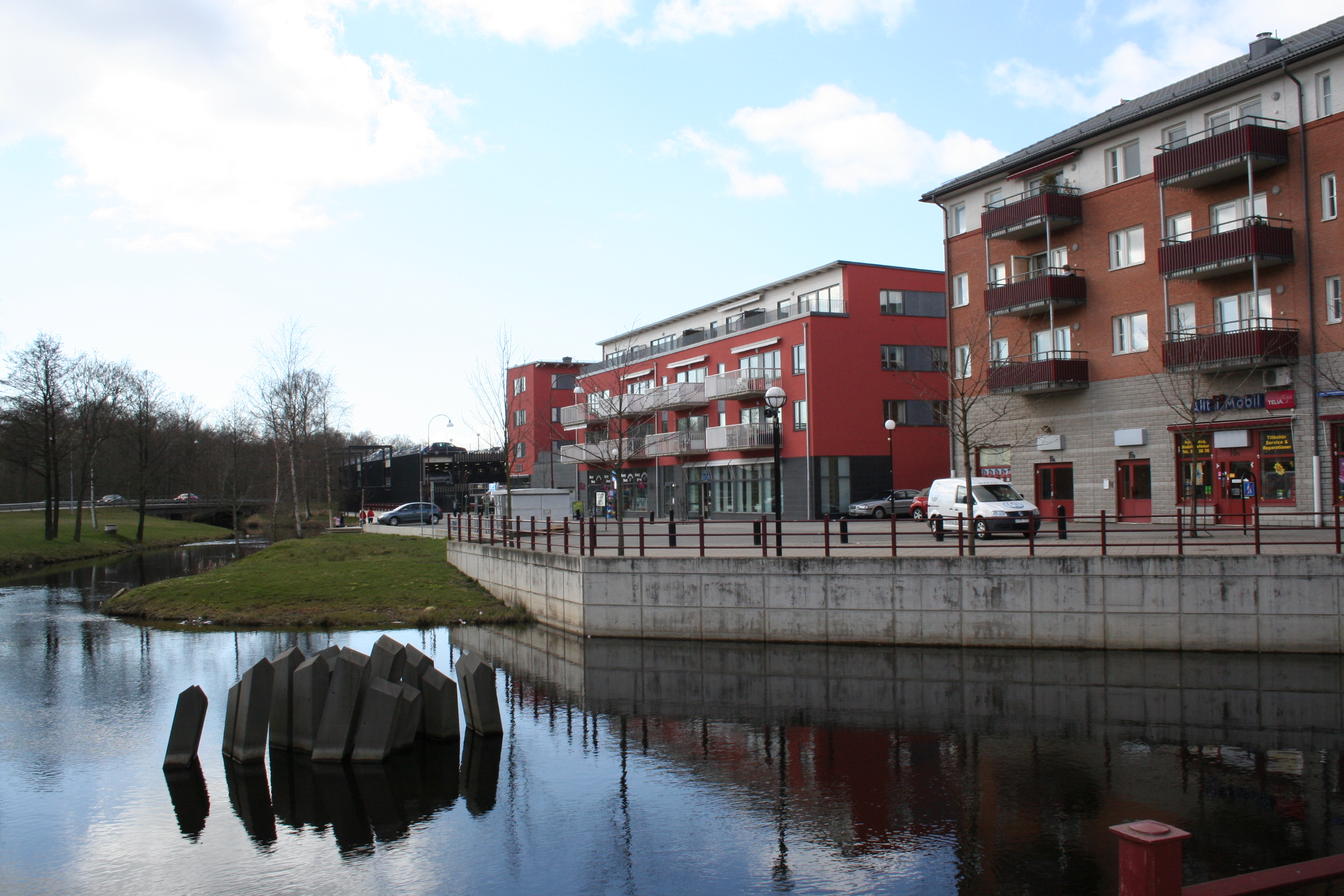
Mölnlycke centrum. I Mölndalsån syns skulpturen "Arton" av Lars Kleen.

Mölnlycke är en tätort och centralort i Härryda kommun i Västra Götalands län och kyrkby i Råda socken. Samhället Öjersjö, som sedan 2023 räknas som en del av Mölnlycke tätort, ligger dock i Partille kommun.  Ett mindre antal fastigheter ligger i Mölndals kommun. 
Mölnlycke ligger omkring en mil sydost om centrala Göteborg. Större delen av bebyggelsen består av villor, radhus och kedjehus. Trots den täta bebyggelsen har Mölnlycke många grönområden, bland annat Rådasjöns naturreservat och Finnsjöns friluftsområde. Genom centrum rinner Mölndalsån på sin väg från Landvettersjön (Gröen) till Rådasjön.

## Historia
Samhället Mölnlycke växte fram som bostäder för arbetare vid Mölnlycke fabriker, sedermera Mölnlycke AB. Fabrikerna grundades 1849 av den från Sachsen invandrade Gustav Ferdinand Hennig. Under många år leddes verksamheten av Hennigs svärson Bruno Wendel. Mölnlycke tillverkade textilier och textilprodukter av olika slag ända fram till slutet av 1990-talet. Det gamla fabriksområdet har numera renoverats och blivit lokaler för ett flertal olika företag. Den slottsliknande vita trävilla som Wendel uppförde norr om fabrikerna som bostad åt sig själv inrymmer sedan 1908 Wendelsbergs folkhögskola.
Namnet Mölnlycke hittas i de skriftliga källorna 1609 i formen Molnelyckie, vidare Möllnelycke 1675 och Mölnlycka 1825. Betydelsen hos förleden Möln- är samma som i Mölndal, av mölna, "kvarn" samt efterleden -lycke som i lycka, "inhägnat område".

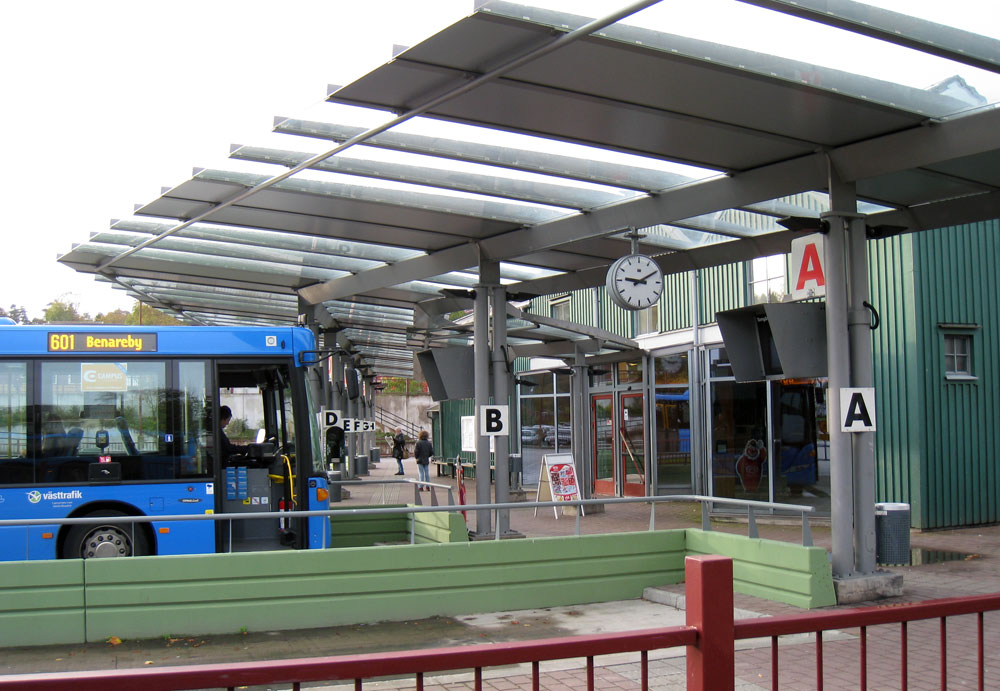
Mölnlycke resecentrum

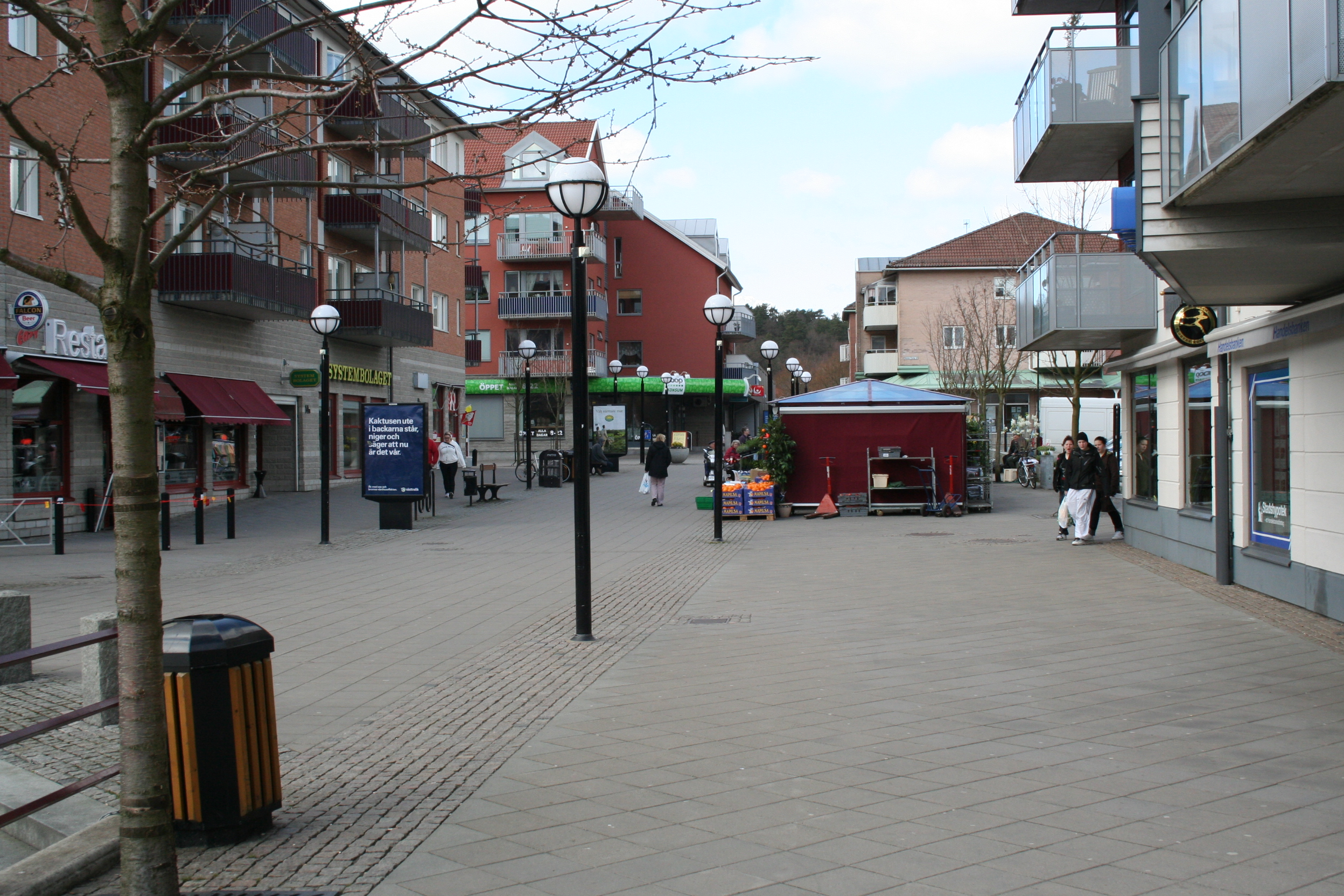
Gågatan i Mölnlycke centrum

En viktig näring i Mölnlycke från slutet av 1800-talet och långt in på 1900-talet var handelsträdgårdar där blommor, frukt och grönsaker odlades för försäljning i Göteborg. Odlingarna fanns på många platser i Mölnlycke med omnejd, bland annat på Råda säteri och Pixbo herrgård samt alldeles i närheten av centrum.

### Befolkningsutveckling
| Befolkningsutvecklingen i Mölnlycke 1900–2020 | Befolkningsutvecklingen i Mölnlycke 1900–2020 | Befolkningsutvecklingen i Mölnlycke 1900–2020 | Befolkningsutvecklingen i Mölnlycke 1900–2020 | Befolkningsutvecklingen i Mölnlycke 1900–2020 |
| --- | --------------------------------------------- | --------------------------------------------- | --------------------------------------------- | --------------------------------------------- |
| |                                               |                                               |                                               |                                               |
| År |                                               |                                               | Folkmängd                                     | Areal (ha)                                    |
| 1900 | 1900                                          |                                               | 900                                           | †                                             |
| 1960 | 1960                                          |                                               | 4 641                                         |                                               |
| 1965 | 1965                                          |                                               | 5 207                                         |                                               |
| 1970 | 1970                                          |                                               | 7 360                                         |                                               |
| 1975 | 1975                                          |                                               | 10 400                                        |                                               |
| 1980 | 1980                                          |                                               | 10 631                                        |                                               |
| 1990 | 1990                                          |                                               | 11 529                                        | 732                                           |
| 1995 | 1995                                          |                                               | 12 825                                        | 774                                           |
| 2000 | 2000                                          |                                               | 13 675                                        | 779                                           |
| 2005 | 2005                                          |                                               | 14 439                                        | 797                                           |
| 2010 | 2010                                          |                                               | 15 608                                        | 810                                           |
| 2015 | 2015                                          |                                               | 17 579                                        | 1 191                                         |
| 2018 | 2018                                          |                                               | 18 320                                        | 1 159                                         |
| 2020 | 2020                                          |                                               | 18 392                                        | 1 173                                         |
| Anm.: Sammanvuxen med Djupedalsäng 1970 och med Benareby, Lilla Kullbäckstorp och Bolås (västra delen) 2015 samt med Öjersjö 2023. † Som köpingsliknande samhälle 1900. |                                               |                                               |                                               |                                               |

## Samhället

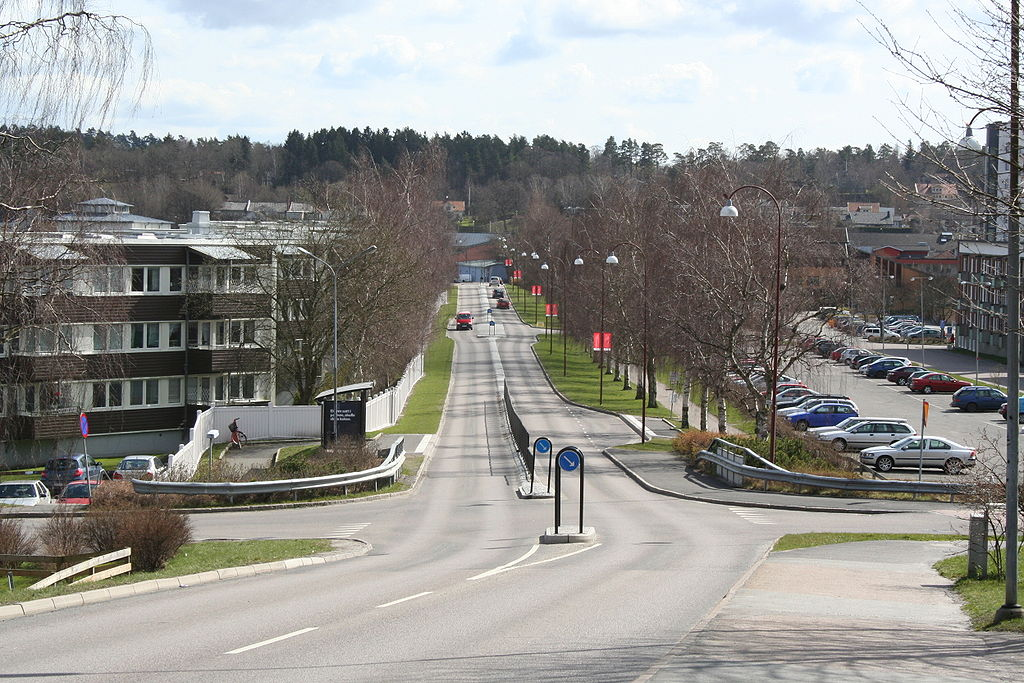
Allén mot centrum från norr

Mölnlyckes centrum låg ursprungligen vid ortens gamla järnvägsstation, söder om Massetjärn, men flyttades successivt under 1900-talet till sitt nuvarande läge mellan Rådasjön och Massetjärn. På 2000-talet har det genomgått en kraftig omvandling som gett det en stadsliknande kärna. Järnvägsstationen flyttades i sin tur 2003 och är nu samlokaliserad med ortens bussterminal under namnet Mölnlycke resecentrum.
Ost respektive sydost om Mölnlycke ligger Nya Långenäs och Benareby, vilka räknas som små tätorter men praktiskt sett tillhör Mölnlycke eftersom där saknas all egen samhällsservice. Pixbo, i sydväst från centrum sett, har vuxit samman med Mölnlycke tätort men är egen postort.  Lahall är ett småhusområde söder om Mölnlycke. I nordöstra utkanten av Mölnlycke, mellan Landvettersjön och Bråta industriområde, planeras ett nytt bostadsområde vid namn Wendelstrand på platsen för ett numera nedlagt stenbrott.  
I norra Mölnlycke, i direkt anslutning till Riksväg 27/40, ligger Mölnlycke företagspark och Solstens industriområde.
I Mölnlycke ligger Härryda kommuns gymnasium, Hulebäcksgymnasiet, som invigdes 1995. Skolan är byggd i och runt den före detta Hulebäcksfabriken, som varit väveri, möbelfabrik och mekanisk verkstad. Hulebäcksfabriken ägdes och drevs ursprungligen av Mölnlycke fabriker, men fick sedermera andra ägare.

## Kultur
Mölnlycke kulturhus, invigt 1990, har en scen som används för konserter och teatergästspel samt som biograf. På Wendelsbergs Teater och Skolscen, som drivs av Wendelsbergs folkhögskola, spelas föreställningar med skolans egna studenter.
I ortens musikliv märks bland annat Mölnlycke musiksällskaps blås- och stråkorkestrar samt Mölnlycke storband, ensembler som har varit aktiva i flera decennier.
Kulturhistoriskt värdefulla byggnader och miljöer i Mölnlycke är Råda kyrka, Råda säteri och Långenäs.

## Idrott
I Mölnlycke finns bland andra idrottsföreningarna Mölnlycke IF (fotboll), Sjövalla Frisksportklubb (orientering, fotboll, gymnastik m m), Pixbo Tennis, Pixbo Gymnastikförening, Råda BMK (badminton) och Pixbo Wallenstam IBK (innebandy). De är bland de bästa i Sverige. I 2023/2024 så kom både herr och damladet till final i SSL (Svenska SuperLigan). Vid Råda säteri finns Råda Ridklubb. På Wendelsbergs folkhögskola har det tidigare arrangerats årliga turneringar i handikappidrotten goalball.

## Kända personer från Mölnlycke
Några kända personer från Mölnlycke är 
- Ingvar Oldsberg, sportjournalist, programledare
- Mattias "Ia" Eklundh, gitarrist, sångare
- Stefan Elmgren, gitarrist
- Martin Bagge, sångare, musiker, kompositör
- Dan Korn, folklivsskildrare
- Caroline Wennergren, sångerska
- Ralf Gyllenhammar, sångare, gitarrist
- Gustav Ludwigson, fotbollsspelare